# Oxford Classical Dictionary
 (срп. Оксфордски речник антике) (скраћено OCD) је једнотомна енциклопедија која обрађује теме везане за античку Грчку и Рим.
Први пут је објављен 1949. године. Друго издање које су уређивали Николас Г. Л. Хамонд и Х. Х. Скалард  објављено је 1970. а треће које су уређивали Сајмон Хорнблауер и Ентони Спафорд 1996. године. Треће издање доступно је и на ЦД-у. Речник обухвата 6000 појмова који покривају различите аспекте античке цивилизације, од свакодневног живота до политичке историје. 